# برکه خلف
برکه خلف، روستایی در دهستان سوزا بخش شهاب شهرستان قشم در استان هرمزگان ایران است.
دره ستارگان در این روستا قرار دارد.
همچنین این روستا در یونسکو به عنوان تمیز ترین روستای ایران ثبت شده است.وجه تسمیه این روستا بر میگردد به عربی سخاوتمند به نام خَلَف و آب انبار در این روستا می سازد به دلیل اینکه در لهجه محلی به آب انبار بِرکه می گویند معروف شده است به برکه خَلَف

## جمعیت
بر پایه سرشماری عمومی نفوس و مسکن در سال ۱۳۹۵، جمعیت این روستا برابر با ۳۴۳ نفر (۸۹ خانوار) بوده‌است.